# علم (منطق)
العلم في المنطق هو الاعتقاد الجازم المطابق للواقع. وقيل هو حصول صورة الشيء في العقل. والتعريف الأول أخص من الثاني.

## تعريفات
- هو إدراك الشيء على ما هو به
- هو زوال الخفاء من المعلوم، والجهل نقيضه
- هو صفة راسخة تدرك بها الكليات والجزئيات
- هو وصول النفس إلى معنى الشيء
- هو عبارة عن إضافة مخصوصة بين العاقل والمعقول[1]

## تقسيم
ينقسم إلى قسمين: قديم، وحادث.
فالعلم القديم هو القائم بذاته تعالى، ولا يشبه بالعلوم المحدثة للعباد،
والعلم المحدث ينقسم إلى ثلاثة أقسام: بديهي، وضروري، واستدلالي.
فالبديهي، ما لا يحتاج إلى تقديم مقدمة، كالعلم بوجود نفسه، وأن الكل أعظم من الجزء،
والضروري، ما لا يحتاج فيه إلى تقديم مقدمة، كالعلم بثبوت الصانع وحدوث الأعراض.
والاستدلالي، هو الذي يحصل بدون نظر وفكر، وقيل: هو الذي لا يكون تحصيله مقدوراً للعبد.